# Välstånd
Välstånd är ett begrepp i nationalekonomi som kan jämställas med rikedom, förmögenhet eller levnadsstandard.
Det finns flera mått på välstånd, bland annat bruttonationalprodukt och human development index.
Det vanligaste måttet på välstånd är bruttonationalprodukt, BNP. Det existerar ett positivt samband mellan BNP per capita och levnadsstandard. Sambandet är tydligast i utvecklingsländer.
Kritiker menar att BNP enbart är ett mått på ekonomisk aktivitet och att måttet inte fångar viss ekonomisk aktivitet såsom svartarbete och idéellt arbete. Inte heller miljöaspekter fångas i BNP.
Human development index, HDI, är ett mått som väger samman bruttonationalinkomst, BNI, med förväntad livslängd och utbildningsnivå. FN:s organ för utveckling (UNDP) har under flera decennier årligen sammanställt HDI som ett mått på mänsklig utveckling i världens länder.
Ett nytt mått togs under 2020 fram av UNDP som justerar ett lands HDI med landets klimat- och miljöpåverkan. Det nya måttet kallas för Planetary pressures–adjusted, förkortat PHDI.